# Imigração na Europa
A imigração na Europa tem uma longa história, mas aumentou substancialmente no final do século XX. Os países da Europa Ocidental, especialmente, tiveram um alto crescimento na imigração após a Segunda Guerra Mundial e muitas nações europeias hoje (particularmente as da União Europeia) têm populações consideráveis de imigrantes, tanto de origem europeia quanto não europeia. Na globalização contemporânea, as migrações para a Europa aceleraram em velocidade e escala. Nas últimas décadas, houve um aumento nas atitudes negativas em relação à imigração, e muitos estudos enfatizaram diferenças marcantes na força das atitudes anti-imigração entre os países europeus.
A partir de 2004, a União Europeia concedeu aos cidadãos da UE liberdade de movimento e residência dentro da UE, e o termo "imigrante" passou a ser usado para se referir a cidadãos de fora da UE, o que significa que os cidadãos da UE não devem ser definidos como imigrantes. A Comissão Europeia define "imigração" como a ação pela qual uma pessoa de um país não pertencente à UE estabelece a sua residência habitual no território de um país da UE por um período que é ou deverá ser de pelo menos doze meses. Entre 2010 e 2013, cerca de 1,4 milhões de cidadãos não pertencentes à UE, excluindo requerentes de asilo e refugiados, imigraram para a UE todos os anos através de meios regulares, com um ligeiro decréscimo desde 2010.

## História
A migração histórica para ou dentro da Europa assumiu principalmente a forma de invasão militar, mas houve exceções; isso diz respeito principalmente aos movimentos populacionais dentro do Império Romano sob a Pax Romana; a diáspora judaica na Europa foi o resultado da Primeira Guerra judaico-romana de 66-73 DC.
Com o colapso do Império Romano, a migração foi novamente associada principalmente à invasão bárbara, não apenas durante o chamado período de migração (germânica), as migrações eslavas, a conquista húngara da bacia dos Cárpatos, as conquistas islâmicas e a expansão turca na Europa Oriental (Quipechaques, tártaros, cumanos). Os otomanos mais uma vez estabeleceram uma estrutura imperial multiétnica na Ásia Ocidental e no sudeste da Europa, mas a turquificação no sudeste da Europa se deveu mais à assimilação cultural do que à imigração em massa. No final do período medieval, o povo cigano se mudou para a Europa através da Anatólia e do Magrebe.
Houve movimentos populacionais substanciais na Europa ao longo do período moderno, principalmente no contexto da Reforma e das guerras religiosas europeias, e novamente como resultado da Segunda Guerra Mundial.
Do final do século XV até o final dos anos 1960 e início dos anos 1970, Grécia, Irlanda, Itália, Alemanha, Noruega, Suécia, Dinamarca, Bélgica, Portugal, Espanha e Reino Unido foram as principais fontes de emigração, enviando um grande número de emigrantes para as Américas, Austrália, Sibéria e África Austral. Alguns também foram para outros países europeus (principalmente França, Suíça, Alemanha e Bélgica). À medida que os padrões de vida desses países aumentaram, a tendência se inverteu e eles foram um ímã para a imigração (principalmente de Marrocos, Somália, Egito para a Itália e Grécia; de Marrocos, Argélia e América Latina para Espanha e Portugal; e da Irlanda, Índia, Paquistão, Alemanha, Estados Unidos, Bangladesh e Jamaica para o Reino Unido).

## Migração na Europa após o Acordo de Schengen de 1985
Como resultado do Acordo de Schengen, assinado em 14 de junho de 1985, há viagens gratuitas dentro da União Europeia — conhecida como espaço Schengen — para todos os cidadãos e residentes de todos os 27 estados membros; no entanto, os não cidadãos só podem fazê-lo para fins turísticos, e por até três meses. Além disso, os cidadãos da UE e suas famílias têm o direito de viver e trabalhar em qualquer lugar da UE; os cidadãos de países não pertencentes à UE ou não pertencentes ao EEE podem obter um Cartão Azul ou um visto de residência de longa duração.
Uma grande proporção de imigrantes nos estados da Europa Ocidental veio de antigos estados do bloco oriental na década de 1990, especialmente na Espanha, Grécia, Alemanha, Itália, Portugal e Reino Unido. Frequentemente, existem padrões de migração específicos, com geografia, idioma e cultura desempenhando um papel fundamental. Por exemplo, há um grande número de poloneses que se mudaram para o Reino Unido, Irlanda e Islândia, enquanto romenos e também búlgaros escolheram Espanha e Itália. Com o primeiro dos dois recentes alargamentos da UE, embora a maioria dos países tenha restringido a livre circulação de nacionais dos países aderentes, o Reino Unido não restringiu o alargamento da União Europeia em 2004 e recebeu polacos, letões e outros cidadãos de novos membros da UE. A Espanha não foi restrita para o alargamento da União Europeia em 2007 e recebeu muitos romenos e búlgaros, bem como outros cidadãos dos novos estados da UE.
Outra tendência migratória tem sido a dos europeus do norte se movendo em direção ao sul da Europa. Os cidadãos da União Europeia constituem uma proporção crescente dos imigrantes em Espanha, provenientes principalmente do Reino Unido e da Alemanha, mas também da Itália, França, Portugal, Holanda, Bélgica, etc. As autoridades britânicas estimam que a população de cidadãos britânicos que vivem na Espanha é muito maior do que os números oficiais espanhóis sugerem, estabelecendo-os em cerca de 1 milhão, sendo 800 mil residentes permanentes. De acordo com o Financial Times, a Espanha é o destino preferido dos europeus ocidentais que estão pensando em sair de seu próprio país e procurar empregos em outros países da UE.

## Imigração para a Europa desde a década de 1980
Enquanto a maioria das populações de imigrantes nos países europeus é dominada por outros europeus, muitos imigrantes e seus descendentes têm origens ancestrais fora do continente. Para as ex-potências coloniais França, Grã-Bretanha, Holanda, Bélgica, Espanha e Portugal, a maioria dos imigrantes e seus descendentes têm laços com ex-colônias na África, nas Américas e na Ásia. Além disso, Alemanha, Áustria, Suíça, Holanda e Bélgica recrutaram trabalhadores convidados turcos e marroquinos a partir da década de 1960, e muitos imigrantes atuais nesses países hoje têm vínculos com esses programas de recrutamento.
Os imigrantes marroquinos também começaram a migrar substancialmente para a Espanha e a Itália em busca de oportunidades de trabalho na década de 1980. Nos países escandinavos da Suécia, Dinamarca, Noruega e Finlândia, a maior parte dos imigrantes não ocidentais são refugiados e requerentes de asilo do Oriente Médio, África Oriental e outras regiões do mundo que chegaram desde as décadas de 1980 e 1990. A crescente globalização trouxe uma população de estudantes, profissionais e trabalhadores de todo o mundo para as principais cidades europeias, principalmente Londres, Paris e Frankfurt. A introdução do Cartão Azul da UE em maio de 2009 aumentou ainda mais o número de imigrantes profissionais qualificados de fora do continente.
Alguns estudiosos afirmam que o aumento dos fluxos imigratórios a partir da década de 1980 se deve às desigualdades globais entre países pobres e ricos. Em 2017, aproximadamente 825 mil pessoas adquiriram a cidadania de um estado membro da União Europeia, abaixo dos 995 mil em 2016. Os maiores grupos eram nacionais de Marrocos, Albânia, Índia, Turquia e Paquistão. 2,4 milhões de migrantes não pertencentes à UE entraram na UE em 2017. Além disso, transporte mais barato e tecnologia mais avançada ajudaram ainda mais a migração.

### Imigrantes nos países nórdicos em 2000–2020
Os países nórdicos diferiram em sua abordagem à imigração. Enquanto a Noruega e a Suécia costumavam ter políticas de imigração generosas, a Dinamarca e a Finlândia tinham uma imigração mais restrita. Embora tanto a Dinamarca quanto a Finlândia tenham experimentado um aumento significativo em suas populações imigrantes entre 2000 e 2020 (6,8% na Dinamarca e 5% na Finlândia), a Noruega (11,9%) e a Suécia (11,0%) tiveram aumentos relativos muito maiores.  
A tabela abaixo mostra a porcentagem da população total nos países nórdicos que são (1) imigrantes ou (2) filhos de pais imigrantes:
| Nr | País      | 2000  | 2010  | 2015  | 2016  | 2017  | 2020  |
| -- | --------- | ----- | ----- | ----- | ----- | ----- | ----- |
| 1  | Suécia    | 14,5% | 19,1% | 21,5% | 22,2% | 23,2% | 25,5% |
| 2  | Noruega   | 6,3%  | 11,4% | 15,6% | 16,3% | 16,8% | 18,2% |
| 3  | Islândia  | 3,2%  | 8,9%  | 10,0% | 10,8% | 12,0% | 15,6% |
| 4  | Dinamarca | 7,1%  | 9,8%  | 11,6% | 12,3% | 12,9% | 13,9% |
| 5  | Finlândia | 2,9%  | 4,4%  | 6,2%  | 6,6%  | 7,0%  | 7,9%  |

#### Dinamarca
Durante décadas, a política dinamarquesa de imigração e integração foi construída com base na suposição de que, com o tipo certo de ajuda, os imigrantes e seus descendentes tenderão eventualmente aos mesmos níveis de educação e emprego que os dinamarqueses. Essa suposição foi comprovada por um estudo de 2019 do Serviço de Imigração Dinamarquês e do Ministério da Educação, enquanto a segunda geração de imigrantes não ocidentais se sai melhor do que a primeira geração, a terceira geração de imigrantes de origem não ocidental se sai ainda melhor em educação e emprego. sábio do que a segunda geração. Um dos motivos foi que os imigrantes de segunda geração de países não ocidentais se casam com alguém de seu país de origem e, portanto, o dinamarquês não é falado em casa, o que prejudica as crianças na escola. Assim, o processo de integração deve começar do início para cada geração.

#### Noruega
Em janeiro de 2015, a "população imigrante" na Noruega consistia em aproximadamente 805 mil pessoas, incluindo 669 mil nascidos no exterior e 136 mil nascidos na Noruega, filhos de pais imigrantes. Isso corresponde a 15,6% da população total. As cidades com maior proporção de imigrantes são Oslo (32%) e Drammen (27%). Os seis maiores grupos de imigrantes na Noruega são poloneses, suecos, somalis, lituanos, paquistaneses e iraquianos.
Desde 1970, o maior aumento na população imigrante veio de países da Ásia (incluindo a Turquia), África e América do Sul, passando de cerca de 3,5 mil em 1970 para cerca de 300 mil em 2011. No mesmo período, a população imigrante de outros países nórdicos e Europa Ocidental aumentou modestamente de cerca de 42 mil para cerca de 130 mil.

#### Suécia
Em 2014, a "população imigrante" na Suécia consistia em aproximadamente 2,09 milhões de pessoas, incluindo 1,60 milhão de estrangeiros e 489 mil nascidos na Suécia, filhos de pais imigrantes. Isso corresponde a 21,5% da população total.
Das principais cidades, Malmo tem a maior população imigrante, estimada em 41,7% em 2014. No entanto, os municípios menores Botkyrka (56,2%), Haparanda (55,5%) e Södertälje (49,4%) têm uma parcela maior de imigrantes. Na capital sueca, Estocolmo, 31,1% (em 2014) da população é estrangeira ou nascida na Suécia por dois pais nascidos no exterior.
Em 2014, 127 mil pessoas imigraram para a Suécia, enquanto 51 mil deixaram o país. A imigração líquida foi de 76 mil.
A Suécia foi transformada de uma nação de emigração após a Primeira Guerra Mundial para uma nação de imigração da Segunda Guerra Mundial em diante. Em 2009, a Suécia teve o quarto maior número de pedidos de asilo na UE e o maior número per capita depois de Chipre e Malta. Os imigrantes na Suécia estão concentrados principalmente nas áreas urbanas de Svealand e Gotalândia e as cinco maiores populações estrangeiras na Suécia vêm da Finlândia, Iugoslávia, Iraque, Polônia e Irã.
Em junho de 2026, a Suécia adotará uma abordagem mais rigorosa em relação à imigração. Entre as medidas implementadas, a legislação de asilo será endurecida, e a reunificação familiar de imigrantes que já vivem no país estará sujeita a novas restrições. Além disso, o governo introduzirá uma nova lei de imigração que concederá permissões de trabalho apenas a imigrantes com um salário mensal equivalente a, no mínimo, 80% da média salarial sueca, atualmente fixada em 35.600 coroas suecas (aproximadamente US$ 3.455).

#### Finlândia
A imigração tem sido uma importante fonte de crescimento populacional e mudança cultural durante grande parte da história da Finlândia. Os aspectos econômicos, sociais e políticos da imigração causaram controvérsia em relação à etnia, benefícios econômicos, empregos para não imigrantes, padrões de assentamento, impacto na mobilidade social ascendente, crime e comportamento eleitoral.
No final de 2017, residiam na Finlândia 372 mil pessoas nascidas no estrangeiro, o que corresponde a 6,8% da população, enquanto existem 384 mil pessoas de origem estrangeira, correspondentes a 7,0% da população. Proporcionalmente falando, a Finlândia teve um dos aumentos mais rápidos em sua população estrangeira entre 2000 e 2010 em toda a Europa. A maioria dos imigrantes na Finlândia se estabelece na área de Helsínquia, embora Tampere, Turku e Kuopio tenham tido sua parcela significativa de imigrantes nos últimos anos.

### França
Em 2008, o Instituto Nacional da Estatística e Estudos Econômicos (INSEE) estimou que 5,3 milhões de imigrantes nascidos no exterior e 6,5 milhões de descendentes diretos de imigrantes (nascidos na França com pelo menos um dos pais imigrante) viviam na França. Isso representa um total de 11,8 milhões, ou 19% da população. Em termos de origem, cerca de 5,5 milhões são europeus, quatro milhões magrebinos, um milhão africanos subsaarianos e 400 mil turcos. Entre os 5,3 milhões de imigrantes nascidos no exterior, 38% são da Europa, 30% do Magrebe, 12,5% da África subsaariana, 14,2% da Ásia e 5,3% da América e Oceania. Os países de origem mais importantes em 2008 foram Argélia (713 mil), Marrocos (653 mil), Portugal (580 mil), Itália (317 mil), Espanha (257 mil), Turquia (238 mil) e Tunísia (234 mil). No entanto, a imigração da Ásia (especialmente da China, bem como das ex-colônias francesas do Vietnã, Camboja e Laos) e da África subsaariana (Senegal, Mali, Nigéria e outros) está ganhando importância.
A região com maior proporção de imigrantes é a Ilha de França (Paris), onde vivem 40% dos imigrantes. Outras regiões importantes são Ródano-Alpes (Lyon) e Provença-Alpes-Costa-Azul (Marselha).
Entre os 802 mil recém-nascidos na França metropolitana em 2010, 27,3% tinham pelo menos um dos pais nascido no exterior e cerca de um quarto (23,9%) tinha pelo menos um dos pais nascido fora da Europa. Incluindo avós; quase 40% dos recém-nascidos na França entre 2006 e 2008 tiveram pelo menos um avô estrangeiro. (11% nasceram em outro país europeu, 16% no Magrebe e 12% em outra região do mundo).

### Reino Unido

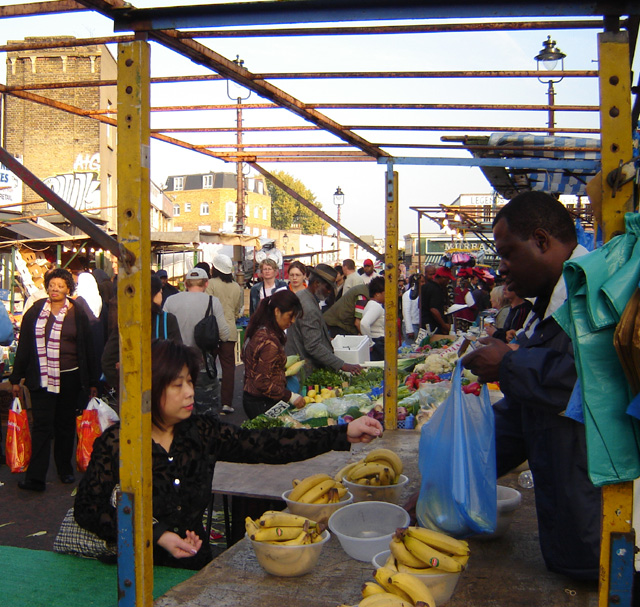
Londres se tornou uma cidade multicultural como resultado da imigração.

Em 2014, o número de pessoas que se naturalizaram cidadãos britânicos aumentou para um recorde de 140 mil - um aumento de 12% em relação ao ano anterior e um aumento dramático desde 2009. A maioria dos novos cidadãos veio da Ásia (40%) ou da África (32%) ; os três maiores países de origem foram Índia, Paquistão e Bangladesh, com os indianos formando o maior grupo.[carece de fontes?] Em 2005, cerca de 565 mil migrantes chegaram para viver no Reino Unido por pelo menos um ano, principalmente da Ásia e da África, enquanto 380 mil pessoas emigraram do país por um ano ou mais, principalmente para a Austrália, Espanha e Estados Unidos.
Em 2014, o aumento líquido foi de 318 mil: a imigração foi de 641 mil, ante 526 mil em 2013, enquanto o número de pessoas que emigraram (há mais de 12 meses) foi de 323 mil.

### Itália
A população imigrante total da Itália é hoje de 5 milhões e 73 mil, cerca de 8,3% da população (2014). No entanto, mais de 6 milhões de pessoas que residem na Itália têm antecedentes imigratórios. Desde o alargamento da União Europeia, a onda mais recente de migração foi de países europeus vizinhos, particularmente do Leste Europeu, e cada vez mais da Ásia, substituindo o norte da África como a principal área de imigração. Cerca de 1,2 milhões de romenos estão oficialmente registrados como residentes na Itália, substituindo albaneses (500 mil) e marroquinos (520 mil) como o maior grupo étnico. Outros imigrantes da Europa Central e Oriental são ucranianos (230 mil), poloneses (110 mil), moldávios (150 mil), macedônios (100 mil), sérvios (110 mil), búlgaros (54 mil), alemães (41 mil), bósnios (40 mil), russos (39,6 mil), croatas (25 mil), eslovacos (9 mil) e húngaros (8 mil). Outros grandes países de origem são China (300 mil), Filipinas (180 mil), Índia (150 mil), Bangladesh (120 mil), Egito (110 mil), Peru (105 mil), Tunísia (105 mil), Sri Lanka (100 mil), Paquistão (100 mil), Equador (90 mil) e Nigéria (80 mil). Além disso, cerca de 1 milhão de pessoas vivem ilegalmente na Itália. A partir de 2014, a distribuição da população nascida no exterior é bastante desigual na Itália: 84,9% dos imigrantes vivem nas partes norte e central do país (as áreas economicamente mais desenvolvidas), enquanto apenas 15,1% vivem na metade sul do país.

### Espanha
Desde 2000, a Espanha absorveu cerca de seis milhões de imigrantes, acrescentando 12% à sua população. A população imigrante total do país agora ultrapassa 5.730.677 (12,2% da população total). De acordo com os dados de permissão de residência de 2011, mais de 710.000 eram marroquinos, outros 410 mil eram equatorianos, 300 mil  eram colombianos, 230 mil eram bolivianos e 150 mil eram chineses; da UE, cerca de 800 mil eram romenos, 370.000 (embora as estimativas coloquem o número real significativamente mais alto, variando de 700 mil a mais de 1 milhão) eram britânicos, 190 mil eram alemães, 170.000 eram italianos e 160.000 eram búlgaros. Um programa de regularização de 2005 aumentou a população de imigrantes legais em 700 mil pessoas naquele ano. Por regiões do mundo, em 2006 havia cerca de 2,3 milhões pessoas da União Europeia, 1,6 milhão da América do Sul, 1 milhão da África, 300 mil da Ásia, 200 mil da América Central e Caribe, 200 mil do resto da Europa, 50 mil da América do Norte e 3 mil do resto do mundo.

### Portugal
Portugal, por muito tempo um país de emigração, tornou-se agora um país de imigração líquida, tanto das suas ex-colónias como de outras origens. No final de 2003, os imigrantes legais representavam cerca de 4% da população, sendo as maiores comunidades provenientes de Cabo Verde, Brasil, Angola, Guiné-Bissau, Reino Unido, Espanha, França, China e Ucrânia.

### Eslovênia
Em 1º de janeiro de 2011, havia quase 229 mil pessoas (11,1%) vivendo na Eslovênia com país de nascimento estrangeiro. No final de março de 2002, quando os dados sobre o país de nascimento para a população total foram coletados pela primeira e última vez por um censo convencional (de campo), o número era de quase 170 mil (8,6%). A imigração do exterior, principalmente das repúblicas da ex-Iugoslávia, foi o fator decisivo para o desenvolvimento demográfico e socioeconômico da Eslovênia nos últimos cinquenta anos. Também após a independência da Eslovênia, a direção dos fluxos migratórios entre a Eslovênia e o exterior não mudou significativamente. Os temas de migração permanecem intimamente ligados ao território da ex-Iugoslávia. A Eslovênia foi e ainda é o país de destino de inúmeras pessoas do território da ex-Iugoslávia. A proporção de residentes da Eslovênia com países de nascimento do território da ex-Iugoslávia entre todos os residentes nascidos no exterior foi de 88,9% no Censo de 2002 e em 1º de janeiro de 2011, apesar dos novos fluxos migratórios de Estados-Membros da UE e de países não europeus ainda 86,7%.

### De tradução
- Este artigo foi inicialmente traduzido, total ou parcialmente, do artigo da Wikipédia em inglês cujo título é «Editing Immigration to Europe».